# Javier Cortés Echánove
Javier Cortés Echánove (Burgos, 10 de abril de 1890 - Madrid, abril de 1991) fue un artista español.

## Biografía
Hijo del también pintor burgalés Juan Antonio Cortés, Javier Cortés estudió arquitectura pero se dedicó a la pintura, viajando por toda Europa y por México y presentando obra en numerosas exposiciones. Entre sus cuadros destaca la "Sacra Conversación".
A partir de 1943 trabajó para Patrimonio Nacional, primero como Jefe del Negociado de Pintura del Servicio del Tesoro Artístico, y después como conservador de la Real Armería.
Se casó con la historiadora y conservadora española María Luisa Vázquez de Parga Iglesias. Tuvieron dos hijos: María Isabel Cortés Vázquez de Parga y Juan Antonio Cortés Vázquez de Parga.
En lo político, Javier Cortés se adhirió al carlismo.